# Fausse cheminée

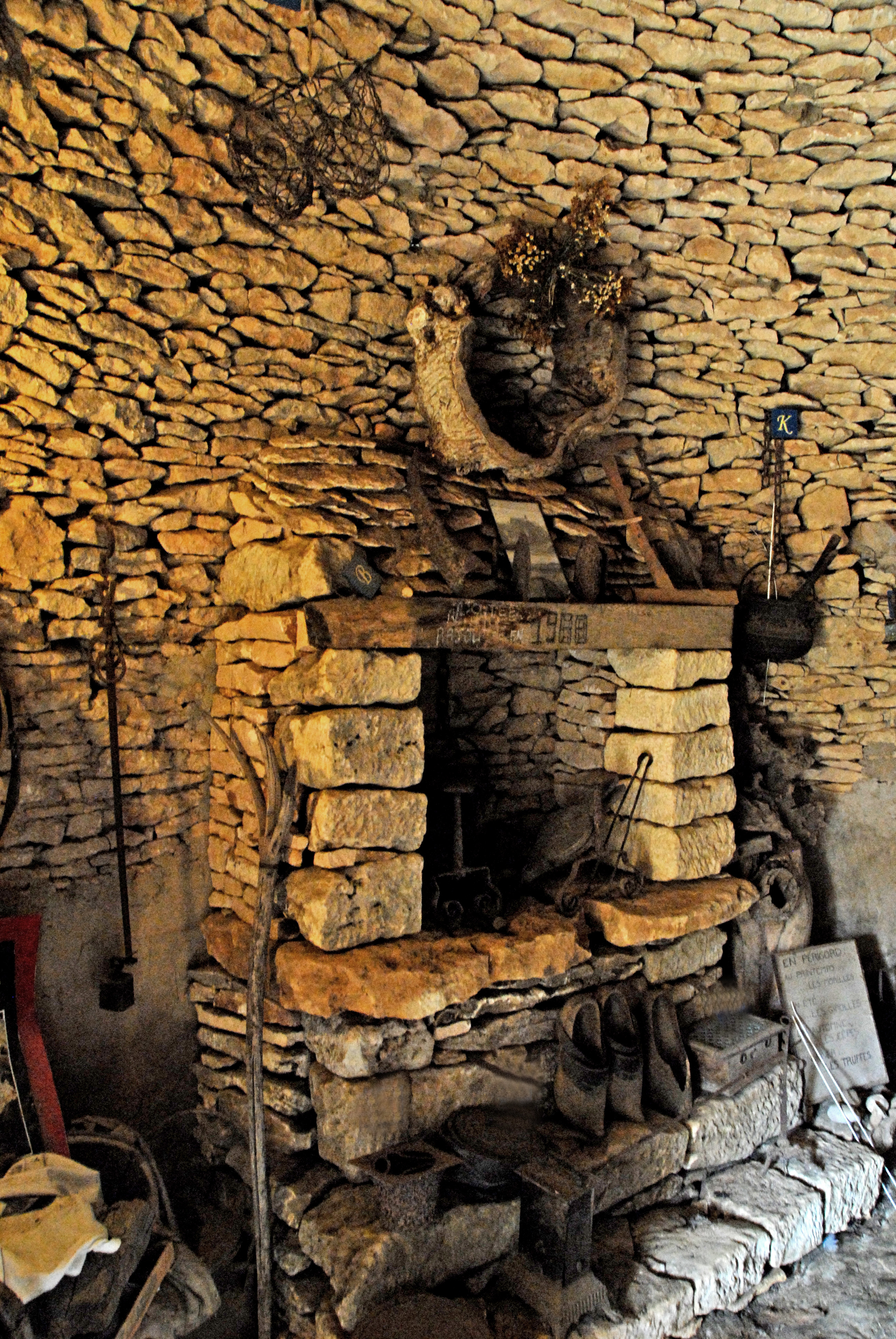
Fausse cheminée en Dordogne

Une fausse cheminée est un élément architectural ou de décoration qui ressemble à une cheminée (un âtre) mais qui ne remplit pas de fonctions d'évacuation de gaz ou de fumées toxiques. Sa fonction est généralement purement esthétique, mais elle peut aussi avoir une fonction de chauffage annexe. Il en existe de deux sortes : les cheminées intérieures et les cheminées extérieures.

## Cheminées intérieures
Il y en a également plusieurs types. 

### Cheminée design
La fausse cheminée intérieure, ou cheminée design, qui a simplement l'aspect d'une cheminée, mais est purement décorative, sans foyer ni conduit ; c'est une sorte de décoration murale, dont il existe différents modèles.
Elle est née de la fin de l'utilisation des cheminées et du chauffage au bois puis à charbon. Dans les bâtiments anciens, les conduits existant toujours, il a fallu trouver soit une utilisation au foyer soit une façon de le dissimuler.

### Cheminée électrique
La cheminée électrique est un système de chauffage électrique donnant l'illusion de cheminée, avec fausses bûches, fausses flammes.

### Cheminée au bioéthanol
La « cheminée au bioéthanol », aussi nommée chauffage au bioéthanol, ou foyer à l'éthanol (par la Commission de sécurité des consommateurs), est un appareil de chauffage consommant du bioéthanol. Il s'agit à la fois d'un objet décoratif et d'un chauffage d'appoint dont les éléments essentiels sont un brûleur de bio-éthanol et un réservoir pouvant en contenir de 2,5 à 5 litres. L'appareil ne produit pas de fumée, et n'a donc pas besoin de conduit d'évacuation.
En 2008 la cheminée au bioéthanol a bénéficié d'un véritable engouement, cependant certains de ces appareils, mal conçus ou de qualité discutable peuvent présenter divers risques tels que des brûlures ou des intoxications au monoxyde de carbone à tel point que l'UFC Que Choisir demande en décembre 2008 l'interdiction de certains appareils jusqu'à ce qu'une norme existe. En France, l'AFNOR a publié en août 2009 une norme NF D 35-386 « Appareils à usage domestique fonctionnant à l'éthanol », qui régit les conditions indispensables de sécurité de ces appareils.
Il existe différents modèles de cheminées bioéthanol : les cheminées de table qui sont de petites cheminées nomades, les cheminées murales à accrocher ou encastrer dans un mur et qui sont de taille plus importante, et les cheminées bioéthanol sur pied à poser au sol.
Ce type de cheminées est écologique mais non biologique car leur carburant (le bio-éthanol) est issu de l’agriculture intensive. Les prix de ces cheminées sont variables et dépendent principalement de la puissance du brûleur, du type d’habillage utilisé (acier, bois, inox) et éventuellement des options (effet pierre, fausses bûches de bois, modèles à LEDs etc.)
Les cheminées peuvent être installées dans n’importe quelle pièce, pourvu qu’elle bénéficie d’une bonne ventilation, sans pour autant créer de courant d’air. Il conviendra également de bien respecter les distances de sécurité autour de la cheminée.

## Cheminées extérieures
Les fausses cheminées extérieures peuvent être construites en maçonnerie ou autre matériau traditionnellement utilisé pour une cheminée, ou dans des matériaux alternatifs adaptés aux circonstances. 
Une fausse cheminée extérieure peut avoir une fonction purement esthétique ou répondre à une tradition architecturale, ou servir à intégrer architecturalement, en le dissimulant, un appareillage installé sur le toit de l'immeuble. Les appareillages ainsi dissimulés peuvent être des bouches de tuyauterie ou de ventilation, des appareils de climatisation ou des antennes-relais, qu'il s'agisse d'antennes-relais de téléphonie mobile ou autres.